# Operacja Claymore

Płonące zbiorniki widziane z pokładu niszczyciela HMS Legion (1939)

Operacja Claymore, zwana również pierwszym rajdem na Lofoty – przeprowadzony 4 marca 1941 roku rajd brytyjskich komandosów na znajdujący się pod niemiecką okupacją archipelag Lofotów. Był pierwszą dużą operacją Commando i pierwszym znaczącym sukcesem tej formacji.

## Podłoże i plan operacji
Rajd był pierwszym z serii brytyjskich operacji przeprowadzonych na norweskim terytorium przez Dowództwo Operacji Połączonych, których celem było zmuszenie Niemców do utrzymywania tam, kosztem innych frontów, nieproporcjonalnie wielkich sił. Oprócz tego, głównym celem rajdu było zniszczenie fabryk tłuszczu rybnego, który Niemcy wykorzystywali do wytwarzania gliceryny, jednego z podstawowych składników do produkcji materiałów wybuchowych.
Plan operacji zakładał wyładowanie przez okręty Royal Navy (d-ca kmdr Caslon) grup desantowych w czterech osadach: Stamsund na wyspie Vestvågøy, Henningsvær i Svolvær na Austvågøy oraz Brettesnes na Stormolla. Dowodzone przez gen. bryg. Haydona siły uderzeniowe były złożone z ok. 500 komandosów z 3 i 4 Commando, wspomaganych przez 52 saperów Royal Engineers oraz oddział norweskich ochotników (d-ca kpt. Martin Linge), mających służyć jako przewodnicy i tłumacze. Zamierzano zlikwidować garnizon wroga, wziąć jeńców, zniszczyć fabryki i zapasy tłuszczu, dokonać destrukcji pozostałej infrastruktury i wrogiej żeglugi. Całością operacji miał dowodzić kontradmirał Hamilton.

## Przebieg
21 lutego 1941 roku komandosi wypłynęli ze Scapa Flow na pokładzie dwóch okrętów desantowych: HMS „Princess Beatrix” i „Queen Emma”. Towarzyszyła im eskorta złożona z pięciu niszczycieli (HMS „Somali”, HMS „Bedouin”, HMS „Tartar”, HMS „Eskimo” i HMS „Legion”) z 6 Flotylli Niszczycieli. Po kilkugodzinnym pobycie na Wyspach Owczych, 1 marca zespół wyruszył ku Lofotom. Jego daleką osłonę stanowiły lekkie krążowniki „Edinburgh” i „Nigeria”.
Cel osiągnięty został nad ranem 4 marca. Mimo że brytyjskie okręty zostały poprzedniego dnia wykryte przez niemiecki samolot zwiadowczy, wyspy nie były bronione, a znajdujący się na nich Niemcy zostali zupełnie zaskoczeni.
Około godziny 7 Brytyjczycy bez walki zajęli wyznaczone porty, biorąc do niewoli wszystkich napotkanych Niemców (głównie marynarzy floty handlowej). Grupa komandosów z 4 Commando pod dowództwem lorda Lovata przyjęła również kapitulację znajdującej się w pobliżu Svolvær bazy wodnosamolotów (dotarła tam zarekwirowanym autobusem). W międzyczasie saperzy zajęli się niszczeniem przetwórni rybnych oraz zbiorników z tłuszczem rybnym, benzyną i olejem opałowym. Symboliczny opór stawił jedynie uzbrojony trawler „Krebs”, który na wysokości Svolvær ostrzelał HMS „Somali”. Został jednak szybko unieszkodliwiony, zajęty, a następnie zniszczony przez marynarzy z brytyjskiego niszczyciela (14 członków załogi „Krebsa”, w tym kapitan, zginęło). Oprócz niego zatopiono również 9 zakotwiczonych statków handlowych.
Po 6 godzinach Brytyjczycy bez przeszkód się wycofali, zabierając ze sobą jeńców, aresztowanych przez ludzi Lingego quislingowców oraz 314 mieszkańców Lofotów, którzy zdecydowali się przyłączyć do wojsk norweskich w Wielkiej Brytanii. 6 kwietnia okręty powróciły do Scapa Flow.

## Skutki
Według sporządzonego po rajdzie przez brygadiera Haydona raportu Brytyjczycy zniszczyli 11 fabryk oleju i przetwórni ryb, zbiorniki zawierające ponad 3 mln litrów oleju opałowego, parafiny i kerozyny. Zatopili uzbrojony trawler („Krebs”) i 9 statków o łącznej pojemności około 19 tysięcy BRT. Wzięto 225 jeńców: 213 Niemców (147 z floty handlowej, 15 z Luftwaffe, 7 z Kriegsmarine, 3 z Wehrmachtu, 2 z SS, 14 cywili) i 12 Norwegów zidentyfikowanych jako kolaboranci.
Brytyjczycy nie ponieśli strat, nie licząc jednego z oficerów komandosów, który postrzelił się w udo własną bronią.
Akcja była pierwszym dużym rajdem Commando. W kręgach komandosów jej przebieg przyjęto z rozczarowaniem, gdyż dla większości z nich miał to być debiut bojowy, a Niemcy ostatecznie nie stawili żadnego oporu. Rajd został jednak obwołany w Wielkiej Brytanii wielkim sukcesem i wykorzystany propagandowo dla podniesienia morale wojska i społeczeństwa. Dowódca 3 Commando ppłk Durnford-Slater napisał później, że „była to wyjątkowo udana operacja, przeprowadzona bez strat własnych, a także dobry początek do innych rajdów na dużą skalę”.
Operacja Claymore, co z oczywistych względów ujawniono dopiero po wojnie, przyczyniła się w poważnej mierze do poznania przez aliantów tajemnic morskiej wersji Enigmy. Zanim Brytyjczycy opanowali „Krebsa”, jego kapitan wyrzucił za burtę posiadany przez siebie egzemplarz maszyny szyfrującej. Marynarzom z HMS „Somali” udało się jednak znaleźć zapasowe wirniki, tablice kluczy oraz tablice połączeń z poprzedniego miesiąca, które zostały wykorzystane przez specjalistów z Bletchley Park.